# Leyla Asım Turgut

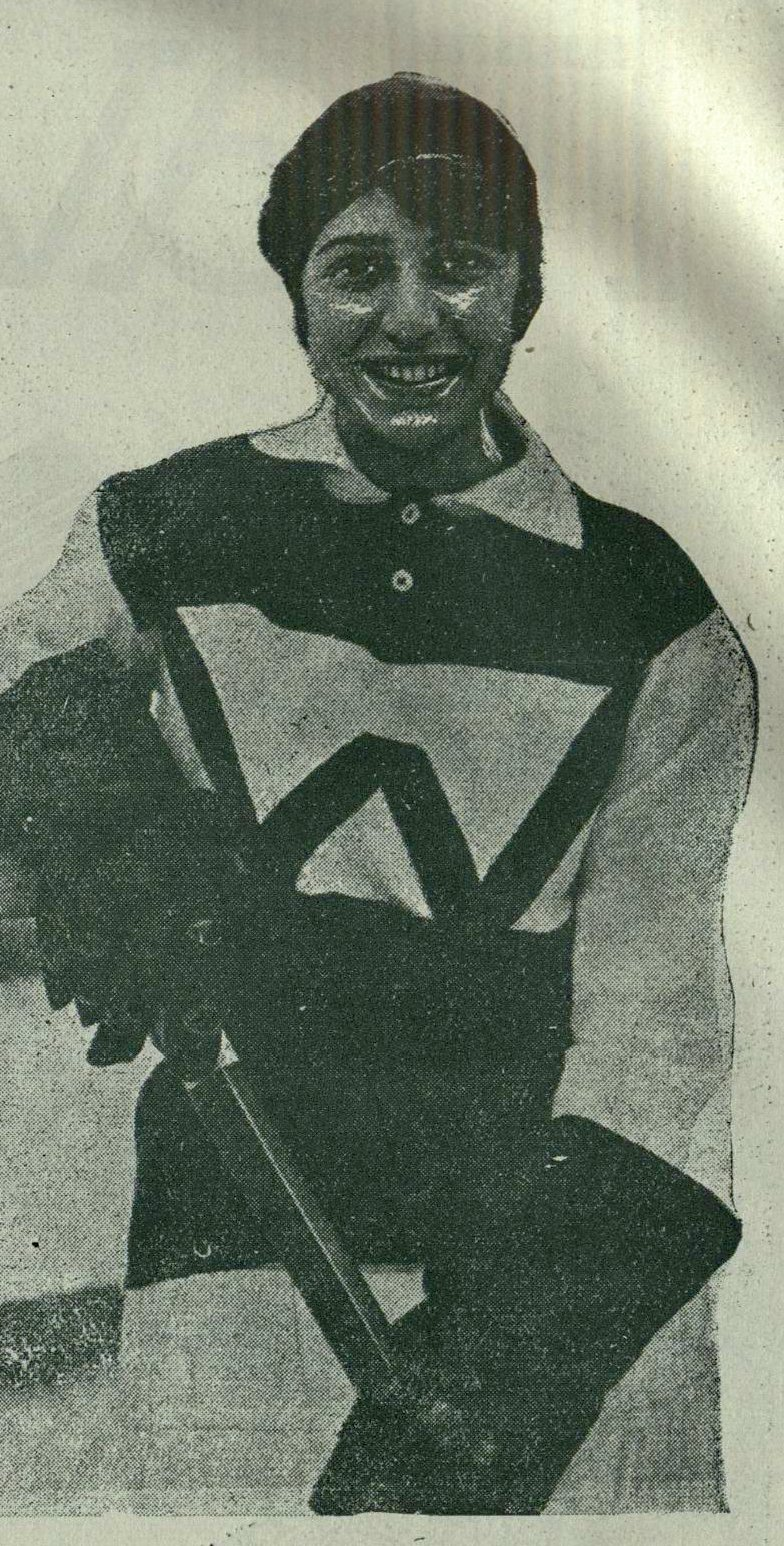
Leyla Asim Turgut 1930

Leyla Asım Turgut (geboren 23. November 1911 in Istanbul; gestorben 1988 in Ayazpaş, Istanbul) war Architektin und eine Pionierin ihres Faches in der Türkei.

## Leben und Werk
Leyla Asım Turgut wurde in einem Herrenhaus des Außenministeriums in Istanbul geboren. Ihre Familie gehörte zur osmanischen Elite. Ihr Vater, Mustafa Asım Turgut, war Botschafter in Stockholm, Sofia, Teheran und Wien. Er war von Oktober 1911 bis Juli 1912 Außenminister des Osmanischen Reiches. Ihre Mutter Letta Asım wurde in Österreich geborenen. Franz Mraček, ihr Großvater mütterlicherseits, war Mediziner (Fachgebiet Dermatologie, Syphilis). Die Eltern heirateten am 20. Juli 1908 in Wien. Der Bruder Demir wurde 1909 in Stockholm geboren. Mit der Familie lebte Leyla Turgut von 1914 bis 1916 in Teheran und von 1916 bis 1931 in Wien.
Wie ihr Bruder besuchte sie das Schottengymnasium und bestand im Jahr 1929 die Reifeprüfung. Als Berufswunsch ist das Wort „Technik“ vermerkt. 1929 bis 1930 war sie an der Fakultät für Architektur der Technischen Universität Wien eingeschrieben. Auch Clemens Holzmeister wird als Lehrer genannt, obwohl er an der Akademie der bildenden Künste Wien lehrte. Sie kehrte in den frühen 30er Jahren nach Istanbul zurück und studierte zunächst Dekorative Kunst an der Devlet Güzel Sanatlar Akademisi (Nationale Akademie der Schönen Künste). Nach kurzer Zeit wechselte sie zum Fach Architektur.

### Wirken als Architektin
Im Jahr 1939 schloss sie das Studium der Architektur erfolgreich ab. Sie war damit nach Leman Tomsu und Münevver Belen (1934) sowie Seküre Üçer Niltuna (1936) die vierte Frau, der dies an der Akademie gelang. Yekta Özgüven zeigte, dass in der Republik Türkei den Frauen die Möglichkeit gegeben wurde, Architektur zu studieren. Ihnen wurden jedoch von den Lehrenden und Mitstudenten bei der Aufnahme in die Bildungsstätten und während der Ausbildung Schwierigkeiten bereitet. Die damalige türkischen Gesellschaft erkannte Architektinnen zumeist nicht als Fachfrauen an. Zwischen 1934 und 1960 machten 125 Frauen an den drei Architekturschulen der Türkei ihren Abschluss (8 % der Abschlüsse insgesamt). Der Staat hingegen förderte die Beschäftigung von Architektinnen im öffentlichen Dienst.
Leyla Turgut war die erste Frau, die Dozentin an der Istanbuler Akademie der Schönen Künste wurde. Sie arbeitete von 1939 bis 1941 als Assistentin von Robert Vorhoelzer, der Bruno Taut nach dessen Tod als Dekan des Fachbereichs Architektur nachfolgte.
Turgut machte sich als Architektin selbständig. Sie realisierte nach einem Wettbewerbsgewinn das Dorfinstitut Akpinar in Ladik, das 1940 im Rahmen des staatlichen Programms der Dorfinstitute (Köy Enstitüleri) eröffnet wurde. Auch andere Architektur-Pionierinnen wie Leman Tomsu oder Mualla Eyüboğlu Anhegger schufen Gebäude für das Programm.
Zusammen mit Asim Mutlu reichte sie einen Entwurf für das Denkmal der Märtyrer von  Çanakkale 1944 eine Lobende Erwähnung. Sie erarbeitete 1946 auch einen Beitrag zum Wettbewerb für die Physik- und Chemiefakultäten der Universität Ankara (Lobende Erwähnung). 1946 gewann sie mit Suat Erdeniz den zweiten Preis beim Wettbewerb für ein Geschäftshaus mit Kino und Hotel in Ankara. Für den Beitrag zu einem Freilichttheater in Istanbul erhielt sie ebenfalls einen zweiten Preis.
Zusammen mit anderen türkischen Architekten wie Şemşa Demiren oder Aron Angel beteiligte sich Turgut an der Ausarbeitung des Masterplans für Istanbul unter der Leitung des französischen Stadtplaners Henri Prost. Die Planungen wurden 1936 begonnen und bis 1951 weiterentwickelt.
Ihr größtes Bauwerk ist ein Wohnkomplex für Mitarbeiter des staatlichen Transportunternehmens İETT in Okmeydanı, Istanbul. Es wurde zwischen 1958 und 1962 gemeinsam mit Berkok İlkünsal und dem technischen Personal des Unternehmens entwickelt und besteht aus einem 16-stöckigen Block, vier 16-stöckigen Sternentürmen und drei kleineren 7-stöckigen Gebäuden.
Für eine Ausstellung zum Werk Clemens Holzmeisters, die im Frühjahr 1962 an der Technischen Hochschule in Istanbul stattfand, beteiligte sie sich an der Vorbereitung.
Ihr Nachlass wurde nach ihrem Tod 1988 in die Archive des Museums für Malerei und Skulptur der Mimar Sinan Güzel Sanatlar Üniversitesi, des Archäologischen Museums, des Museums für türkische und islamische Kunst und des Marinemuseum aufgenommen.

### Wirken als Sportlerin

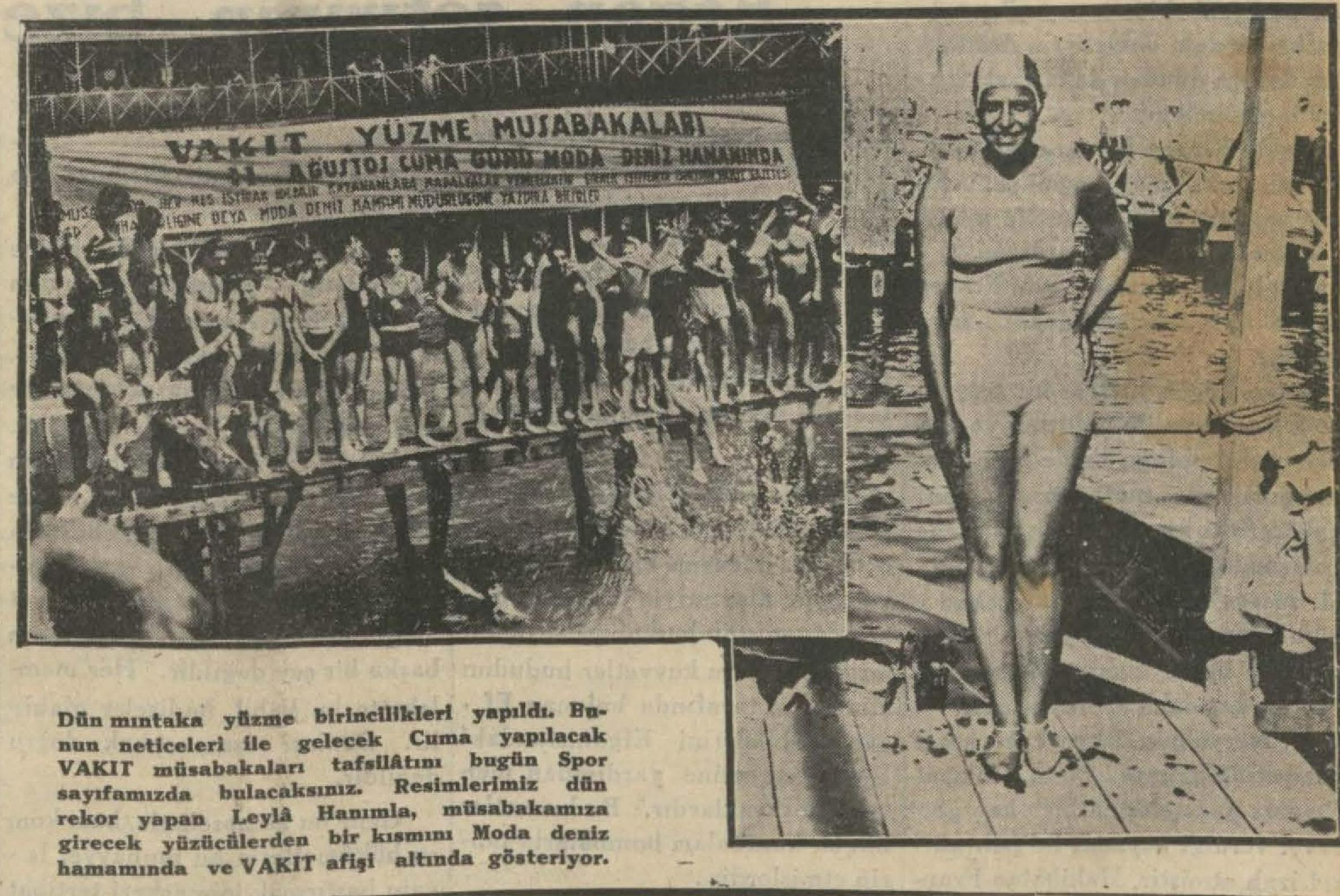
Leyla Turgut bei Wettkämpfen 1933

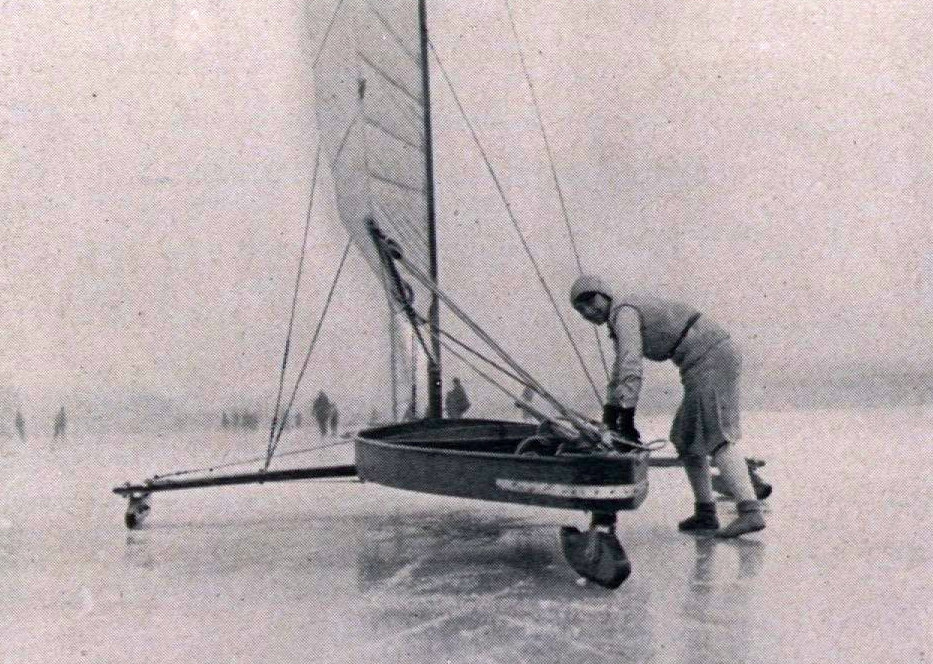
Leyla Turgut beim Eissegeln, Neusiedler See, Februar 1932

Die ganzen Familie Turgut war dem Sport zugetan. Ihr Bruder Demir war Segler. Auch Leyla Turgut segelte in Wettbewerben und war während ihrer Zeit in Wien Kapitänin des Damen-Eishockeyteams beim Wiener Eislauf-Verein. Dies mit Hilde Walter gegründete Fraueneishockeyteam war 1929/30 das erste Österreichs. Sie vertrat die Stadt mit ihrer Mannschaft mehrmals im Rollhockey. Turgut betrieb Leichtathletik und übersprang 1,43 m im Hochsprung. Im Frühjahr 1931 war sie Teilnehmerin eines Tennisturniers. In Wien spezialisierte sie sich auf das Brustschwimmen. In Zeitungsartikeln, der im August 1929 im Sport-Tagblatt Wien sowie in Freien Stimmen Klagenfurt erschien, wurde berichtet, dass ein 17-jähriges türkisches Mädchen namens „Leyla Assim Tourgoud“ (damals gebräuchliche Schreibweise) den 18 Kilometer langen Wörthersee von Velden nach Klagenfurt in neun Stunden, einer Minute und dreißig Sekunden durchquerte, ohne einem Schwimmclub anzugehören oder von einem Trainer betreut zu werden. Nach der Rückkehr in die Türkei im Jahr 1932 trat sie der Schwimmmannschaft von Fenerbahçe bei. Mit Cavidan Erbelger war sie die erste Schwimmerin, die die Türkei bei einem internationalen Wettkampf 1934 in der Sowjetunion vertrat. Im Jahr 1936 war ihr Bruder als Segler Teilnehmer der Olympischen Sommerspiele 1936 in Berlin und Leyla Turgut begleitete die Mannschaft. 1938 wird sie als Berichterstatterin bei der Herren-Eishockey-Weltmeisterschaft in Prag erwähnt. Nach ihrem Ausscheiden aus dem aktiven Sport beteiligte sie sich an der Gründung des Sportvereins Modaspor in Istanbul.

### Kulturelles Engagement

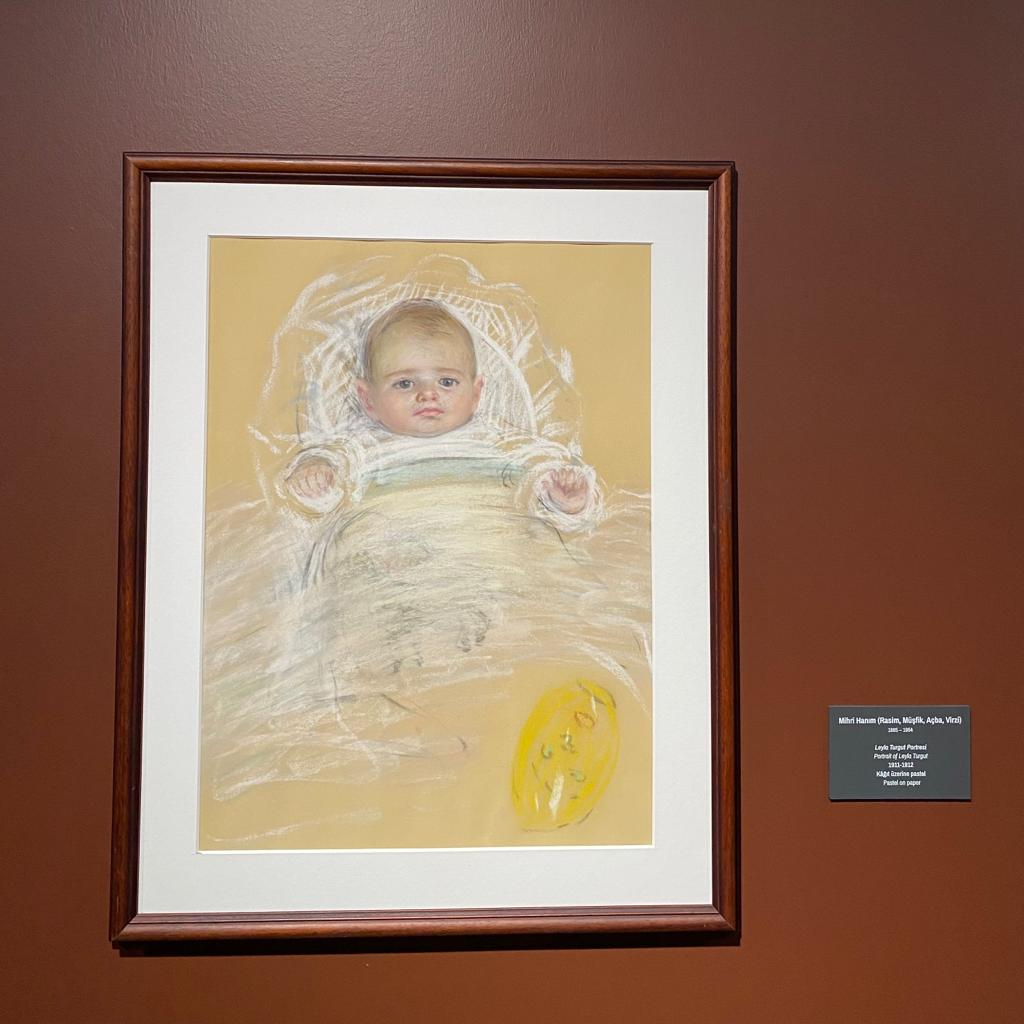
Porträt Leyla Turgut von Mihri Hanım 1911/12, Pastell

Bereits ihre Familie in Österreich und der Türkei interessierte sich für die bildende Kunst. Mihri Müşfik Hanım war eine enge Freundin der Familie. Sie porträtierte die Familienmitglieder. Die Bilder wurden aus dem Nachlass von Leyla Turgut in die Sammlung des Museums für Malerei und Skulptur der Mimar Sinan Güzel Sanatlar Üniversitesi aufgenommen.
Als das İstanbul Festivali 1973 anlässlich des 50. Jahrestages der Gründung der Türkischen Republik zum ersten Mal stattfand, war sie ab 1972 Generaldirektorin und stellvertretender Direktorin für Kunstangelegenheiten im Organisationskomitee.
Leyla Asim Turgut interessierte sich für Archäologie und war Sammlerin. Sie verfasste ein Buch über anatolische Archäologie auf Deutsch.  Im Türkischen Automobilverband hielt sie archäologische Vorträge.

## Ehrungen
Nach ihr wurde eine Sekundarschule in Ankara benannt. Die Fenerbahçe-Schwimmabteilung veranstaltete Wettbewerbe, die ihren Namen trugen.

## Werke (Auswahl)
- Köy Enstitüleri Ladik, 1940[12]
- Neurochirurgische Poliklinik der medizinischen Fakultät Cerrahpaşa, 1940[3]
- Entwurf für ein Hotel mit Kino, Ankara, 1946[13]
- Entwurf für ein Freilichttheater, Istanbul, 1946[14]
- Koşuyolu Emlak Bankası-Häuser, 1951–1954, mit Sait Özden[3]
- Wohnkomplex für die IETT, Okmeydani, 1957–1962[15]